# James William Toumey
James William Toumey (Lawrence, 17 de abril de 1865–New Haven, 6 de mayo de 1932) fue un botánico, explorador, escritor, y educador estadounidense. Fue especialista en silvicultura, en la Escuela de Forestales de Harvard University, desde su creación en 1900; accediendo hasta decano.

## Algunas publicaciones
- 2012. The Date Palm... Edición reimpresa de Nabu Press, 58 pp. ISBN 1-276-46752-4
- 2011. Notes on Scale Insects in Arizona... Edición reimpresa de Nabu Press, 40 pp. ISBN 1-271-93067-6
- 2010. Seeding and Planting - A Manual for the Guidance of Forestry Students, Foresters, Nurserymen, Forest Owners, and Farmers. Editor Read Books Design, 492 pp. ISBN 1-4446-9733-1
- 2010. Practical Tree Planting in Operation. Edición reimpresa de Kessinger Publ. 40 pp. ISBN 1-165-46485-3
- 1947. Foundations of silviculture upon an ecological basis. Con James William Toumey, Clarence Ferdinand Korstian. 2ª edición de J. Wiley, 468 pp.
- 1932. The Yale demonstration and research forest near Keene, New Hampshire. Bull. 33. Editor Yale Univ. 106 pp.
- 1931. Trenched Plots Under Forest Canopies. Bull. 30. Con Aaron Raymond Kienholz. Editor Yale Univ. 31 pp.
- 1924. Insolation: a factor in the natural regeneration of certain conifers. Bull. 11. Con Ernest Jacob Neethling. Editor Yale Univ. Press, 63 pp.
- 1924. Nursery Investigations with Special Reference to Damping-off. Bull. 10. Con Tsi-tung Li. Editor Yale Univ. 36 pp.
- 1916. The Keene Forest: A Preliminary Report. Bull. 4. Con Ralph Chipman Hawley. Editor Yale Univ. Press, 25 pp.
- 1913. Lecture Notes of a Course in Dendrology Given by Professor James William Toumey at the Yale Forest School. Editor Reginald Dunderdale Forbes. 426 pp.
- 1909. Syllabus of Lectures on Dendrology at the Yale Forest School. 272 pp.
- 1905. Dendrology. 187 pp.
- 1891. N[o]tes on Some of the Range Grasses of Arizona ; Overstocking the Range. Bull. 2 Agricultural Experiment Station. Editor Univ. of Arizona, 4 pp.

## Eponimia
Género
- (Cactaceae) Toumeya Britton & Rose[2]

Especies
- (Agavaceae) Agave toumeyana Trel.[3]
- (Asteraceae) Laphamia toumeyi B.L.Rob. & Greenm.[4]
- (Cactaceae) Opuntia toumeyi Rose[5]
- (Fagaceae) Quercus toumeyi Sarg.[6]
- (Onagraceae) Calylophus toumeyi (Small) Towner[7]